# 喬·凱里
喬瑟夫·詹姆斯·凱里（英語：Joseph James Kelley，1871年12月9日—1943年8月14日），為前美國職棒大聯盟的左外野手。生涯曾效力過食豆人/鴿子(今勇士)、海盜、金鶯(國聯)、超霸(今道奇)、金鶯(今洋基)與紅人等隊。凱里是1890年代的明星外野手，他曾是金鶯隊的奪冠核心，也有「金鶯金霸王」的稱號。凱里在退休後，曾接連到羅賓(今道奇)和洋基等隊擔任教練和球探。
凱里在職棒17年的生涯中，打擊率高達3成17，連續11年單季打擊率突破3成，還曾上演單季87次盜壘成功。他曾是金鶯和超霸兩隊的隊長，最後他在1971年入選美國棒球名人堂。

## 職業生涯
1891年，年僅19歲的凱里在新英格蘭聯盟完成職棒初登場。不過他所屬的球隊在7月解散，而他過了3天就和大聯盟的食豆人簽約，並在同年完成大聯盟初登場。該年他的打擊率僅2成44，因此他在球季結束後被球隊釋出。1892年，凱里回到小聯盟，並繳出3成16的打擊率，並完成19次盜壘成功。

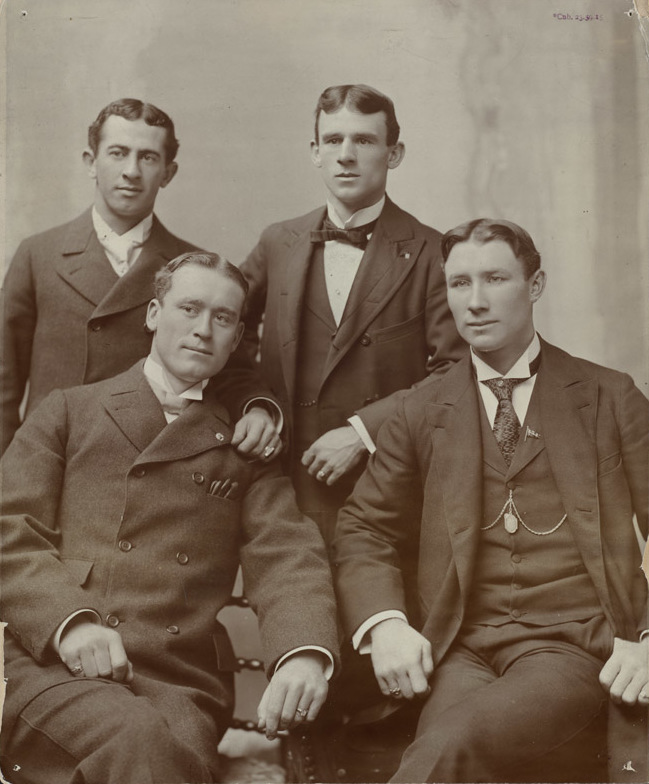
威利·基勒(左上)、約翰·麥格勞(右上)、凱里(左下)和Hughie Jennings(右下)

7月2日，海盜隊與凱里簽約。當時金鶯新任總教練還將球隊的主將George Van Haltren交易到海盜以換取凱里，造成Haltren的不滿。1893年，凱里的打擊率為3成05，並跑回120分與33次盜壘成功。之後他幫助金鶯在1894年到1896年連續拿下國聯冠軍。1894年，因球隊交易來中外野手Steve Brodie，所以凱里改站左外野。該年他的打擊率為3成93，並敲出199安與111分打點。5成02的上壘率、107次保送和48支二壘安打都排名國聯第二。
不過當時的金鶯隊是一支喜歡打破規則的球隊，擔任外野手的凱里常常在外野事先放好幾顆球，等對手打出外野安打後，凱里不會去追球，而是直接撿起離他最近的球回傳。結果某一次凱里和隊友沒溝通好，一次傳了兩顆球回來，這件事情才就此曝光。1895年，凱里敲出10轟打破隊史紀錄。隔年他的打擊率為3成64，並敲出8轟。
1897年，凱里兼任喬治城大學棒球隊的教練。這年他的打擊率為3成62，並敲出118分打點。
1898年，凱里擔任球隊隊長。而他繳出4成38的長打率和110分打點。這時金鶯已經無力支付凱里的薪水，因此球隊一口氣將他、威利·基勒、Ned Hanlon、Hughie Jennings和Joe McGinnity交易到超霸。雖然凱里曾向球隊請求將他交易到離他家比較近的華盛頓參議員，不過參議員表示自己球隊沒有符合凱里這種等級的球員，無法做出等價交易而拒絕。
金鶯隊最後只剩下約翰·麥格勞一人，而凱里轉隊後仍持續擔任球隊隊長。超霸也在這幾位強打者的帶領下於1899年和1900年連續拿下國聯冠軍。其中凱里在1900年繳出3成19的打擊率。1901年起，凱里成為一壘手。球季結束後，新成立的美國聯盟積極向國聯挖角球員，而凱里一度要被球隊交易到老虎，不過最後他拒絕了。而這時美聯的巴爾的摩金鶯(今洋基)老闆John Mahon正好是凱里的岳父，因此凱里順勢加入金鶯。

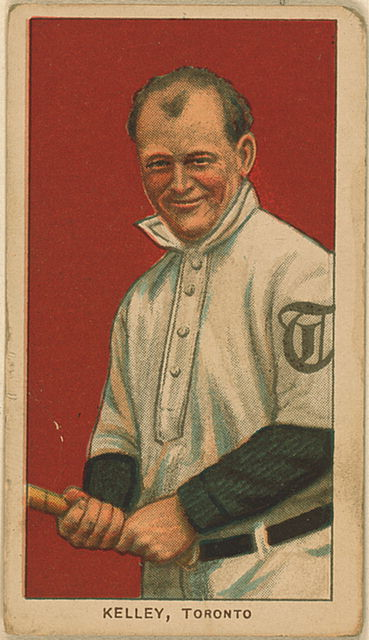
1909年凱里的球員卡

凱里很快便成為球隊的隊長，而這時早已跳槽到美聯的麥格勞也離開金鶯，加入國聯的巨人隊。1902年7月，凱里因為和裁判打架而被聯盟主席禁賽。之後因為金鶯陷入財政困難，凱里便決定將自己的股份賣給他的岳父。而他岳父也隨即將該股份賣給當時巨人和紅人兩隊的老闆。金鶯也順勢釋出了包含凱里在內的幾名選手，讓他們可以加入國聯，最後凱里加入紅人。
加入紅人後，超霸仍不放棄追求凱里。而當時凱里並未馬上向紅人報到，而是去了美國人(今紅襪)，並試圖說服該隊的球員一起加入國聯。
由於紅人總教練Bid McPhee辭職，因此凱里剛加入便接任總教練。但由於球隊戰績長年不佳，他在1905年被解雇。1906年，凱里的打擊率僅有2成28，因此最後被紅人釋出。
1907年，凱里加入2A的多倫多楓葉。他以小聯盟球員的身分拿到5000美元的合約(換算大約是現今的145000美元左右)，成為當時最高薪的小聯盟球員。他在球隊繳出3成22的打擊率，順利帶領楓葉隊拿下聯盟冠軍。
1908年，Fred Tenney離開鴿子隊前往巨人隊，因此凱里被鴿子隊以2年約簽下。不過後來凱里和球隊老闆爆發不合，最後他在1908年12月被釋出。
被釋出的凱里又回到楓葉隊，還一度擔任總教練。1914年，凱里被球隊釋出，而洋基隊也考慮讓凱里接任總教練。1915年，凱里在洋基當了兩年的球探。1926年，他加入羅賓隊擔任教練，球季結束後未獲球隊續約。
1964年，凱里首度獲得名人堂票選資格，但他並未被選入。1971年，凱里透過資深選手委員會引薦終於入選名人堂。

## 生涯打擊成績
| 出賽次數 | 打席 | 打數 | 得分 | 安打 | 二安 | 三安 | 全壘打 | 打點 | 盜壘 | 保送 | 三振 | 打擊率 | 上壘率 | 長打率 | OPS  |
| -------- | ---- | ---- | ---- | ---- | ---- | ---- | ------ | ---- | ---- | ---- | ---- | ------ | ------ | ------ | ---- |
| 1853     | 8163 | 7006 | 1421 | 2220 | 358  | 194  | 65     | 1194 | 443  | 911  | 430  | .317   | .402   | .451   | .853 |

## 個人生活
凱里在1897年10月26日結婚，當時他的隊友們還擔任他的伴郎。最後凱里葬在新天主教公墓。

## 外部連結
- 球員資訊和成績在MLB，ESPN，Baseball-Reference，Fangraphs（英文）